# Touche d'arrêt du défilement

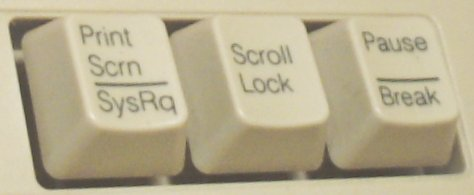
Touche d'arrêt de défilement Scroll Lock.

La touche d'arrêt du défilement, qui porte l'inscription Arrêt défil. ou Scroll Lock (anglais) sur les claviers anglophones, est présente sur la plupart des claviers d'ordinateur. Sa fonction n'est pas clairement définie ; elle dépend surtout du logiciel qui est utilisé.
Elle est située habituellement entre la touche d'impression d'écran et de la touche de pause. Comme elle est rarement utile, elle tend à être cachée sur les claviers de taille réduite, en étant combinée avec d'autres touches.
Dans la console système Linux, sa fonction première est utilisable.
Dans Microsoft Excel et LibreOffice Calc, quand le défilement est stoppé avec cette touche, les touches de direction du clavier ne changent plus la sélection mais permettent de se déplacer dans la feuille et donc d'aller voir des parties en laissant le curseur dans la cellule sélectionnée.
Combinée à d'autres touches, comme les touches directionnelles par exemple, cette touche est également habituellement utilisée par les commutateurs KVM pour basculer d'un système à un autre.

## Fonction

### Défilement de la fenêtre
La touche est destinée à verrouiller toutes les techniques de défilement et est un vestige du clavier PC IBM d’origine. Dans sa conception originale, était destiné à modifier le comportement des touches fléchées. Lorsque le mode est activé, les touches fléchées font défiler le contenu d’une fenêtre de texte au lieu de déplacer le curseur.  Dans cette utilisation, il s’agit d’une touche de verrouillage basculante comme le verrouillage numérique ou le verrouillage des majuscules, qui ont un état qui persiste après le relâchement de la clé. Scroll Lock
Aujourd’hui, cette utilisation particulière est rare. Les programmes modernes qui respectent ce comportement incluent Microsoft Excel, Microsoft Project, Image-Line FL Studio, IBM Lotus Notes, Forté Agent, Renoise, Cakewalk by Bandlab, et LibreOffice Calc. Ctrl
Certains éditeurs de texte (tels que Notepad++, Microsoft Visual Studio) présentent un comportement similaire lorsque les touches fléchées sont utilisées avec Ctrl pressé.
La plupart des environnements GUI négligent , ce qui signifie que le défilement doit être effectué avec une souris, en utilisant des moyens tels que des barres de défilement ou des molettes de défilement, ou une fonction de « défilement automatique » activée par le bouton central de la souris (qui peut faire partie de la molette de défilement). Dans certains cas, + en conjonction avec les touches fléchées peut activer le défilement. Scroll LockCtrl⇧ Shift
Certains navigateurs Web, notamment Google Chrome, Firefox et Internet Explorer, prennent en charge un mode de navigation à curseur qui peut être activé par . Bien que le comportement de défilement de la fenêtre avec la navigation d’insertion désactivée (par défaut) soit similaire à celui suggéré pour le verrouillage du défilement, l’activation de la navigation d’insertion activera un comportement de défilement du curseur comme si le verrouillage du défilement était désactivé. F7

### Défilement de la console
En appuyant sur la touche de la console Linux pendant que le texte défile sur l’écran, la sortie de la console (mais pas l’entrée) se fige pendant laquelle aucun autre texte n’est envoyé à l’écran, tandis que le programme continue de fonctionner comme d’habitude - ou se bloque lors de l’appel système d’écriture lorsque trop de données sont empêchées d’atteindre le terminal, ce qui fait que la file d’attente de sortie de tty devient pleine si le descripteur de fichier tty n’utilise pas d’E/S non bloquantes. Lorsqu’il est à nouveau enfoncé, l’écran est dégelé et tout le texte généré pendant le gel s’affiche en même temps et le programme continue de fonctionner normalement. Cela permet à l’utilisateur de mettre l’affichage en pause et de lire les longs messages de journal qui défilent trop rapidement sur l’écran pour être lus, par exemple au démarrage du système (à condition que le pilote du clavier ait déjà été chargé). À moins d’une configuration contraire ou en mode brut, + (DC3 en ASCII) et + (DC1 en ASCII) peuvent être utilisés à la place du verrouillage du défilement dans les systèmes de type Unix pour geler et dégeler la sortie tty respectivement. Scroll LockScroll LockCtrlSCtrlQ
Ce comportement émule la touche Maintenir l’écran ou des mécanismes de contrôle de flux similaires sur le matériel du terminal d’ordinateur.
Ce comportement doit être distingué de l’appui sur la touche Pause pendant l’auto-test de démarrage (POST) ou sous DOS, ce qui, par défaut, a pour effet d’interrompre temporairement le processus en cours d’exécution.
Sur la console système FreeBSD, la touche permet non seulement de mettre la sortie en pause, mais aussi de faire défiler : après avoir appuyé sur , on peut utiliser et pour faire défiler vers le haut ou vers le bas. En appuyant à nouveau, ce mode est désactivé et redescend en bas de la sortie. La console Linux a implémenté ce comportement en utilisant + et +, sans avoir besoin d’être actif ; ce comportement a été supprimé en raison d’une vulnérabilité (CVE-2020-14390).  La console NetBSD peut être défilée soit avec +/ +, soit en appuyant sur puis / . Scroll LockScroll LockPage UpPage DownScroll Lock⇧ ShiftPage Up⇧ ShiftPage DownScroll Lock⇧ ShiftPage Up⇧ ShiftPage DownScroll LockPage UpPage Down

### Diagnostics de démarrage
Dans Multiuser DOS, System Manager et REAL/32, l’activation pendant le démarrage entrera toujours dans un mode de diagnostic spécial, où le système d’exploitation et les pilotes de périphériques chargés afficheront des informations détaillées sur l’état et le débogage sur eux-mêmes et leur interaction avec le système d’exploitation, parfois jusqu’à plusieurs écrans pleins par pilote chargé.  Le défilement automatique est suspendu tant qu’il reste activé. Scroll LockScroll Lock
DR-DOS 7.02 et versions ultérieures fournit une directive CONFIG.SYS nommée pour modifier l’état du verrouillage du défilement à la volée.  L’activation pendant le démarrage entrera également dans un mode DIAG, dans lequel certains pilotes spéciaux peuvent afficher des messages plus verbeux, mais contrairement à la situation sous la famille DOS multi-utilisateur, les pilotes DOS normaux n’affichent généralement pas d’informations supplémentaires. Cependant, le système d’exploitation suspendra temporairement tous les délais d’expiration automatiques () dans les modes de trace () et / CONFIG.SYS pas à pas aussi longtemps qu’il est actif. SCROLLOCK=ON|OFFScroll LockTIMEOUT=<seconds>,<character>,<switch>TRACE=ON|OFFF7F8Scroll Lock

### Débogage
Dans la famille Microsoft Windows NT à partir de Windows 2000, une fonction de débogage peut être activée, qui permet à l’utilisateur de planter manuellement le système, générant un vidage de mémoire pour l’analyse de l’état actuel du système d’exploitation. Pour ce faire, il suffit de définir la clé de registre REG_DWORD sur . Une fois définie, l’utilisateur peut maintenir la touche enfoncée et appuyer deux fois sur la touche pour déclencher un écran bleu de la mort. HKEY_LOCAL_MACHINE\SYSTEM\CurrentControlSet\Services\i8042prt\Parameters\CrashOnCtrlScroll1RCtrlScroll Lock
Dans Microsoft Visual Basic 5.0 et 6.0, + interrompt l’exécution du programme dans l’environnement de développement intégré, tout comme son alias +. CtrlPause/BreakCtrlScroll Lock

### Copie et collage
En conjonction avec les pilotes alternatifs de clavier et de console DOS, FreeKEYB et K3PLUS fait également partie d’une fonction de copier-coller entre les applications. Par rapport au pilote de clavier standard KEYB, ces pilotes offrent plusieurs extensions, notamment un tampon de frappe étendu avec fonction d’empilement de touches, un enregistreur de macros et un deuxième curseur appelé CopyCursor, qui peut être invoqué à la demande (par défaut en appuyant sur ++ ou le bouton central de la souris) et se déplacer librement sur l’écran à l’aide des touches du curseur ou de la souris, même en dehors de la zone accessible par le curseur standard dans l’application en cours d’exécution. Une fois appelés, en appuyant (ou sur le bouton gauche de la souris), les caractères sous le CopyCursor peuvent être insérés, l’un après l’autre, dans la mémoire tampon du clavier, à partir de laquelle ils seront lus par l’application en cours d’exécution en tant que touche émulée (ou Alt Numpad), apparaissant ainsi généralement à l’emplacement du curseur standard. Le CopyCursor se déplacera vers la position suivante de l’écran après chaque (ou vers l’arrière avec chaque +). La saisie normale au clavier est possible lorsque le CopyCursor est activé, et l’utilisateur peut basculer entre les deux curseurs en basculant à nouveau le raccourci clavier ++. Appuyez sur ou quittez le CopyCursor, de sorte que, lors de son prochain appel, il s’affiche à nouveau à la position du curseur standard plutôt qu’à son emplacement précédent. Si le contenu de l’écran défile, la position du CopyCursor se déplacera en conséquence jusqu’à ce que les limites d’affichage atteignent. Lorsqu’il est activé, les pressions sur les touches atteindront toujours le tampon de frappe normal, tandis que l’entrée CopyCursor sera empilée en interne pour une utilisation ultérieure dans une deuxième file d’attente, maintenue dynamiquement dans le tampon de frappe étendu. Ainsi, il est possible de « collecter » la sortie d’écran sélectionnée à partir de différents programmes et de stocker les données beaucoup plus tard dans une autre application en la désactivant à nouveau. Il est également possible de l’utiliser comme entrée dans l’enregistreur de macros pour une utilisation ultérieure comme macro de rebut. Comme il fait partie intégrante de ces pilotes de clavier, il est totalement transparent pour les logiciels en cours d’exécution et fonctionne donc avec pratiquement tous les programmes DOS, y compris à l’invite de commande, les programmes shells temporaires et les commutateurs de tâches. Scroll LockCtrlAltF11F11F11⇧ ShiftF11CtrlAltF11Esc↵ EnterScroll LockScroll Lock

### Autres
Documentation d’IBM PC appelée « clé inactive ». Lorsque PC Magazine a interrogé un dirigeant du fabricant de claviers Key Tronic sur l’objectif de la touche dans une interview de 1983, il a répondu : « Je ne sais pas, mais nous l’avons aussi mise sur le nôtre. » Scroll Lock
Le voyant lumineux est parfois utilisé à d’autres fins, telles qu’un indicateur de disposition du clavier dans certaines distributions Linux ou d’autres applications, car cela est moins susceptible de causer des problèmes que de manipuler d’autres touches/voyants.
Les commutateurs KVM (clavier, vidéo et souris) utilisent souvent la touche Scroll Lock du clavier connecté au commutateur KVM pour choisir entre les ordinateurs. Sur les commutateurs KVM avec affichage à l’écran (OSD), un « double clic » sur la touche Scroll Lock fait souvent apparaître l’OSD, ce qui permet à l’utilisateur de sélectionner l’ordinateur souhaité dans une liste ou d’accéder au menu de configuration du KVM. Certains modèles, en particulier ceux sans OSD, passent à l’entrée correspondant à la touche numérique enfoncée après le verrouillage du défilement, ou dans le cas de certains commutateurs à deux ports, aux touches fléchées haut et bas. Les modèles simples avec seulement deux ou quatre entrées peuvent passer immédiatement à l’entrée suivante après une double pression sur la touche Scroll Lock.

## Verrouillage du défilement sur les claviers sans touche de verrouillage du défilement
Les ordinateurs portables et les claviers sans touche physique peuvent avoir une deuxième fonction sur une autre touche qui agit comme si une touche était activée. Scroll LockScroll Lock
Certaines méthodes courantes sont :
Fn+S ou + sur certains ordinateurs portables Dell. FnF6
Fn+C ou + sur certains ordinateurs portables Lenovo.FnK
Fn+C sur certains ordinateurs portables HP.
Fn+F11 sous Windows.
Une autre façon d’appuyer est d’utiliser un clavier à l’écran. Dans Windows 8 et les versions ultérieures, il se trouve dans le groupe de programmes « Options d’ergonomie de Windows ». Cela permettra d’accéder à une émulation d’un clavier standard à 101/102 touches. Scroll Lock